# Heteroplacidium imbricatum
Heteroplacidium imbricatum är en lavart som först beskrevs av William Nylander och som fick sitt nu gällande namn av Breuss. 
Heteroplacidium imbricatum ingår i släktet Heteroplacidium och familjen Verrucariaceae. Inga underarter finns listade i Catalogue of Life.